# Iridomyrmex wingi
Iridomyrmex wingi är en myrart som beskrevs av Horace Donisthorpe 1949. Iridomyrmex wingi ingår i släktet Iridomyrmex och familjen myror. Inga underarter finns listade i Catalogue of Life.

## Bildgalleri

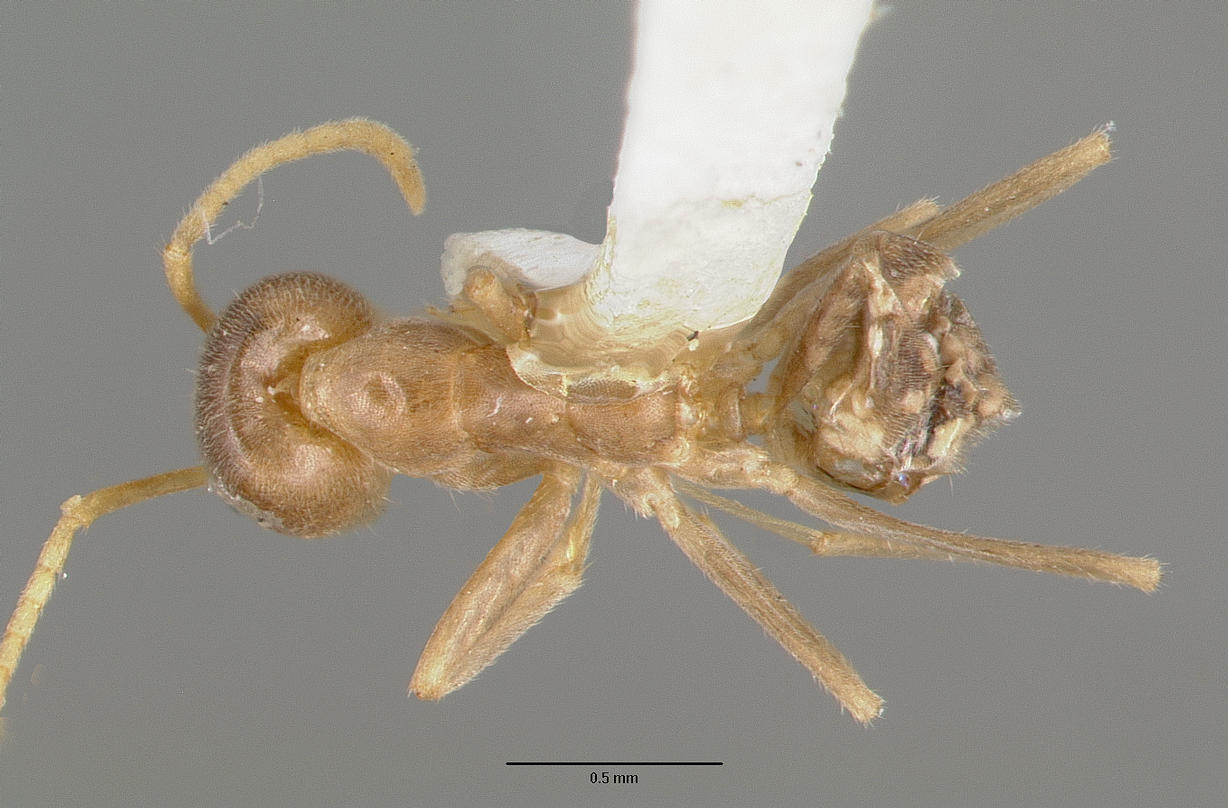
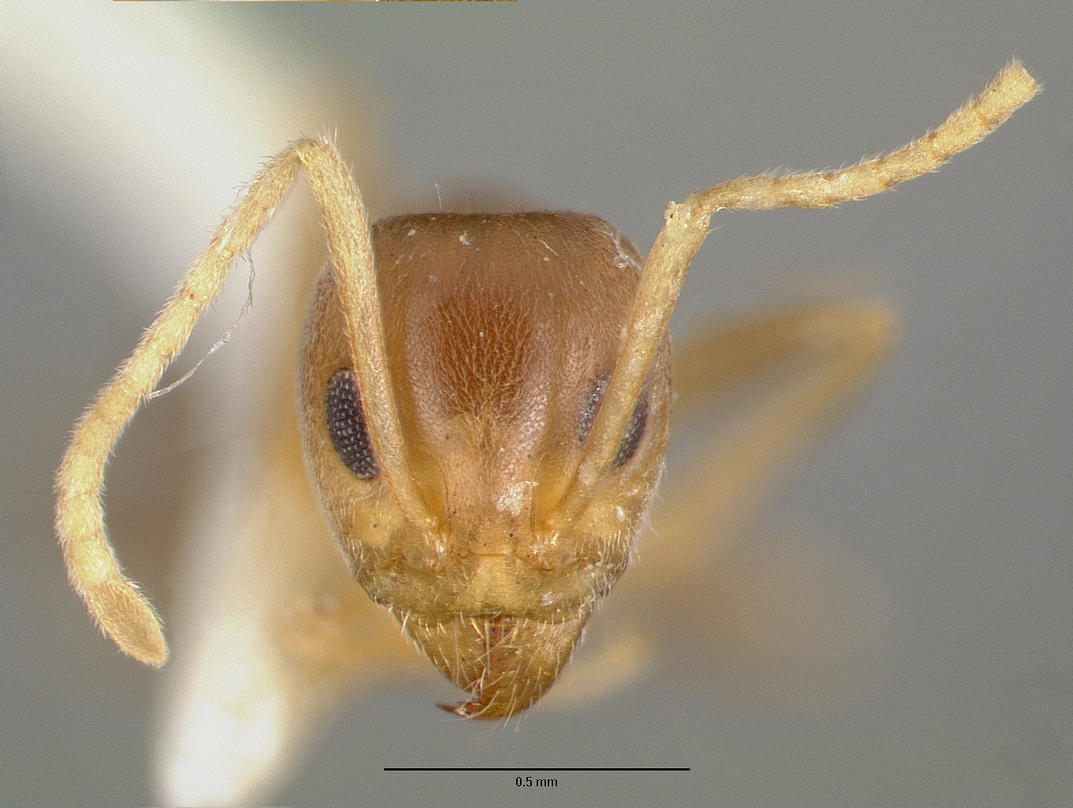
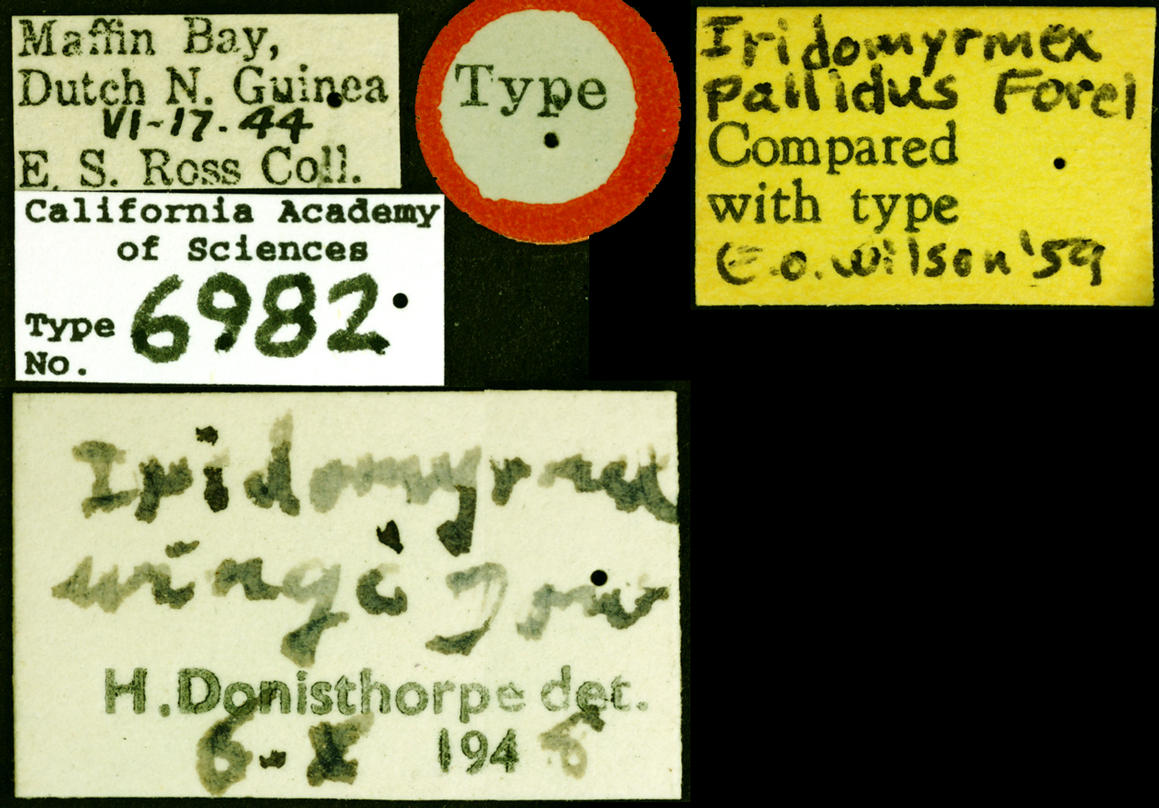
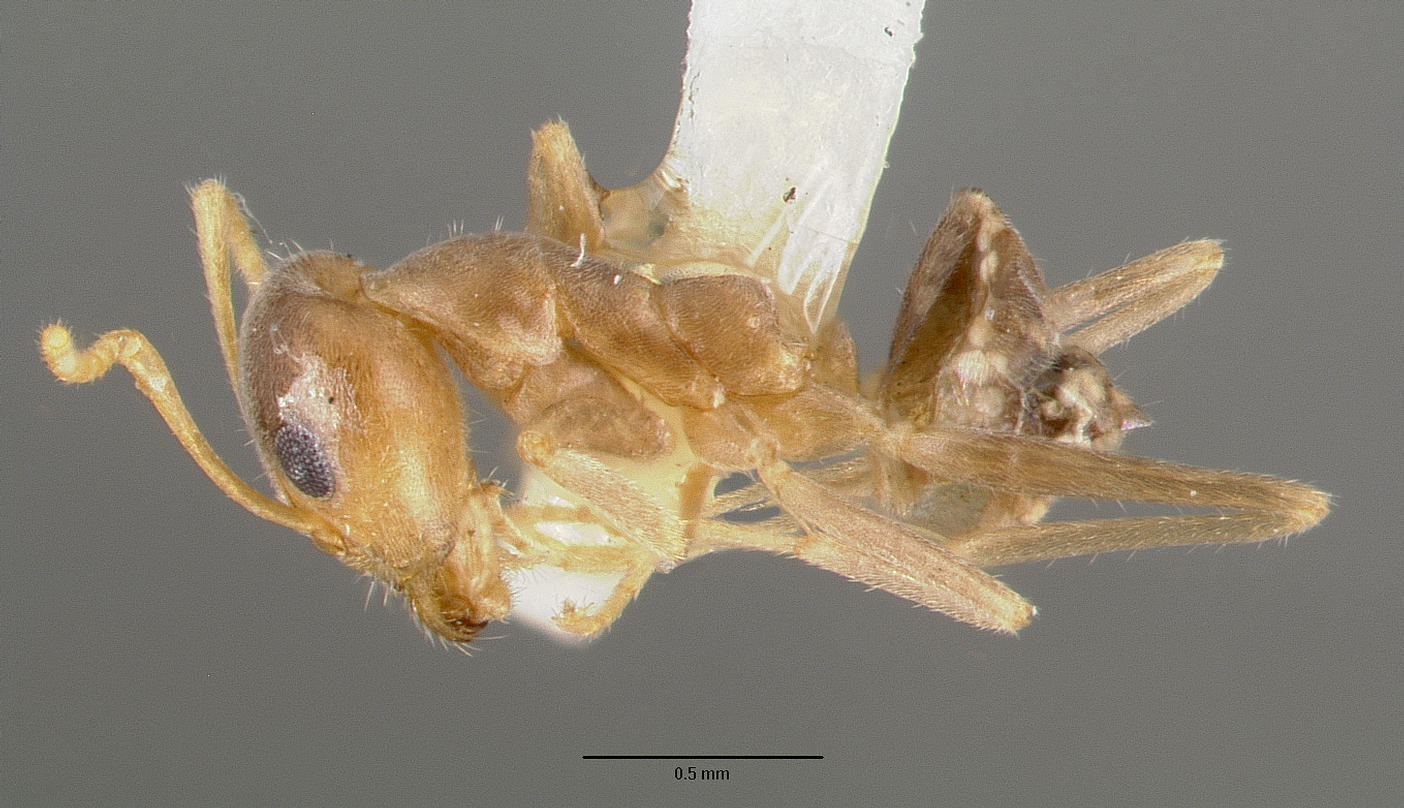